# Pamela Sargent
Pamela Sargent (* 20. März 1948 in Ithaca (City, New York)) ist eine US-amerikanische Feministin, Science-Fiction-Schriftstellerin und Herausgeberin. 

## Leben und Werk
Pamela Sargent wurde in Ithaca geboren und wuchs als Atheistin auf. 

„The Old Testament’s full of good stories, my personal favorites being those of David and Esther. I never could get into the New Testament.“

„Das alte Testament ist voll guter Geschichten, meine persönlichen Favoriten sind die Bücher David und Esther. Mit dem Neuen Testament beschäftige ich mich gar nicht.“

Sie besuchte die State University of New York in Binghamton, die sie mit dem Masterabschluss in Philosophie beendete. Momentan lebt sie in Albany, New York.
Sie schrieb eine Buchreihe über Terraforming auf der Venus, die mit Kim Stanley Robinsons Mars-Trilogie verglichen wird, allerdings veröffentlichte Sargent ihre Bücher vorher. In ihrem Werk beschäftigt sie sich auch mit Alternativwelt-Geschichten und vielen anderen Themen der Science-Fiction-Literatur.
Als Herausgeberin verlegte sie in erster Linie Anthologien von Frauen, um die Rolle der weiblichen Autoren in der Geschichte der Science Fiction zu dokumentieren, und veröffentlichte unter anderen Judith Merril, Marion Zimmer Bradley, Kate Wilhelm und Ursula K. Le Guin.

## Auszeichnungen
- 1993: Nebula Award und Locus Award für die Kurzgeschichte Danny fliegt zum Mars
- 2000: Service to SFWA Award als Herausgeberin der Nebula-Anthologien zusammen mit George Zebrowski
- 2012: Pilgrim Award für das Lebenswerk

## Bibliografie
Die Serien sind nach dem Erscheinungsjahr des ersten Teils geordnet.
Earthminds/Watchstar-Trilogie
- 1 Watchstar (1980)
- 2 Eye of the Comet (1984)
- 3 Homesmind (1984)

Seed-Trilogie
- 1 Earthseed (1983)
- 2 Farseed (2007)
- 3 Seed Seeker (2010)

Venus-Trilogie
- 1 Venus of Dreams (1986)
- 2 Venus of Shadows (1988)
- 3 Child of Venus (2001)

Einzelromane
- Cloned Lives (1976)
  - Deutsch: Die Bio-Bombe. Übersetzt von Tony Westermayr. Goldmann-Science-fiction #23337, 1980, ISBN 3-442-23337-2. Auch in: Frankensteins neue Kinder : Künstliche Geschöpfe einer neuen Wissenschaft. Goldmann #23502, 1987, ISBN 3-442-23502-2.
- The Sudden Star (1979, auch als The White Death)
- The Alien Upstairs (1983)
- The Shore of Women (1986)
  - Deutsch: Das Ufer der Frauen. Übersetzt von Irene Bonhorst. Heyne-Science-fiction & Fantasy #5060, 1993, ISBN 3-453-06632-4.
- Alien Child (1988)
- Ruler of the sky (1991, historischer Roman)
  - Deutsch: Dschingis Khan : Herrscher des Himmels. Übersetzt von Birgit Oberg. Schneekluth, München 1997, ISBN 3-7951-1560-4. Auch als Bastei-Lübbe-Taschenbuch #12879, 1998, ISBN 3-404-12879-6 und Knaur-Taschenbuch, 2007, ISBN 978-3-426-63526-1.
- A Fury Scorned (1996, Star Trek: The Next Generation, Tie-in mit George Zebrowski)
  - Deutsch: Verhöhnter Zorn. Übersetzt von Uwe Anton. Heyne-Science-fiction & Fantasy #5756, 2000, ISBN 3-453-16189-0.
- Heart of the Sun (1997, Star Trek: The Original Series, Tie-in mit George Zebrowski)
- Climb the Wind (1998)
- Across the Universe (1999, Star Trek: The Original Series, Tie-in mit George Zebrowski)
- Garth of Izar (2003, Star Trek: The Original Series, Tie-in mit George Zebrowski)
- Season of the Cats (2015)

Sammlungen
- Starshadows (1977)
- The Golden Space (1982)
- The Best of Pamela Sargent (1987)
- The Mountain Cage and Other Stories (2002)
- Behind the Eyes of Dreamers and Other Short Novels (2002)
- Eye of Flame: Fantasies (2003)
- Thumbprints (2004)
- Dream of Venus and Other Science Fiction Stories (2012)
- Puss in D.C. and Other Stories (2015)

Kurzgeschichten
- Landed Minority (1970)
- Oasis (1971)
- Julio 204 (1972)
- The Other Perceiver (1972)
  - Deutsch: Oskar. In: Terry Carr (Hrsg.): Die Zeitfalle. Pabel (Terra Taschenbuch #247), 1974.
- Gather Blue Roses (1972)
  - Deutsch: Die blaue Rose Einsamkeit. In: René Oth (Hrsg.): Als alles anders wurde. Luchterhand (Sammlung Luchterhand #530), 1985, ISBN 3-472-61530-3.
  - Deutsch: Wundmale. In: James Gunn (Hrsg.): Von Lem bis Varley. Heyne (Bibliothek der Science Fiction Literatur #98), 1993, ISBN 3-453-05798-8.
- A Sense of Difference (1972)
- Clone Sister (1973)
  - Deutsch: Clone Sister. In: Josh Pachter (Hrsg.): Top Science Fiction: Zweiter Teil. Heyne (Heyne Science Fiction & Fantasy #4517), 1988, ISBN 3-453-02774-4.
- Matthew (1973)
- IMT (1973)
- Aunt Elvira’s Zoo (1974)
- Friend from the Stars (1974)
- Shadows (1974)
- The Invisible Girl (1974)
- If Ever I Should Leave You (1974)
  - Deutsch: Wenn ich jemals von dir gehe. In: Pamela Sargent, Ian Watson (Hrsg.): Das unentdeckte Land. Bastei Lübbe (Bastei Lübbe Science Fiction Special #24112), 1988, ISBN 3-404-24112-6.
- Father (1974)
- Desert Places (1974)
- Bond and Free (1974)
- Darkness of Day (1974, The Night of the Storm #3, mit George Zebrowski)
- Weapons (1975, mit George Zebrowski)
- Exile (1975)
- The Novella Race (1978)
- The Renewal (1978)
- TPM [Croatian] (1981)
- The Summer’s Dust (1981)
- Out of Place (1981)
- The Golden Space (1982)
- The Loop of Creation (1982)
- Unguided Days (1982)
- The Broken Hoop (1982)
- The Shrine (1982)
- The Mountain Cage (1983)
- The Falling (1983, mit George Zebrowski)
- The Old Darkness (1983)
  - Deutsch: Die alte Finsternis. In: Edward L. Ferman, Anne Jordan (Hrsg.): Die besten Horror-Stories. Droemer Knaur (Knaur Horror #1835), 1989, ISBN 3-426-01835-7.
- Heavenly Flowers (1983)
  - Deutsch: Blumen im Himmel. In: Shawna McCarthy (Hrsg.): Isaac Asimov’s Weltraum-Frauen 2. Ullstein (Ullstein Science Fiction & Fantasy #31129), 1986, ISBN 3-548-31129-6.
- Shrinker (1983)
- Fears (1984)
- Originals (1985)
- The Soul’s Shadow (1986)
- The Leash (1987)
- The Human Shore (1989)
- Strip-Runner (1989, Foundation-Universum: The Positronic Robot Stories)
- Behind the Eyes of Dreamers (1990)
- The Sleeping Serpent (1992)
- Danny Goes to Mars (1992)
  - Deutsch: Danny fliegt zum Mars. In: Friedel Wahren (Hrsg.): Isaac Asimov’s Science Fiction Magazin 41. Folge. Heyne (Heyne Science Fiction & Fantasy #5018), 1993, ISBN 3-453-06599-9.
- Diana and the Djinn (1993)
- Outside the Windows (1993)
- All Rights (1994)
- Big Roots (1994)
- Climb the Wind (1994)
- It’s What You Need (1994)
- Dead and Naked (1995)
- Amphibians (1995)
  - Deutsch: Amphibien. In: Friedel Wahren (Hrsg.): Isaac Asimov’s Science Fiction Magazin 46. Folge. Heyne (Heyne Science Fiction & Fantasy #5373), 1995, ISBN 3-453-09438-7.
- Ringer (1995)
- Erdeni’s Tiger (1995)
- Collectors (1996)
- Eye of Flame (1996)
- Isles (1996)
- Hillary Orbits Venus (1999)
- Common Mind (2000)
- Dream of Venus (2000)
- Too Many Memories (2000)
- Utmost Bones (2003)
- Venus Flowers at Night (2004)
- Follow the Sky (2004)
- Spirit Brother (2004)
- Puss in D.C. (2004)
- Thumbprints (2004)
- Not Alone (2006)
- After I Stopped Screaming (2006)
- The Drowned Father (2006)
- A Smaller Government (2007)
- The Rotator (2008)
- Mindband (2010)
- The True Darkness (2011)
- Strawberry Birdies (2011)
- Monuments (2016)

Sachliteratur
- Firebrands: The Heroines of Science Fiction and Fantasy (1998, mit Ron Miller)

Women of Wonder (Anthologieserie)
- Women of Wonder (1975)
- More Women of Wonder (1976)
- The New Women of Wonder (1978)
- Women of Wonder: The Classic Years (1995)
- Women of Wonder: The Contemporary Years (1995)

Nebula Awards (Anthologieserie)
- Nebula Awards 29 (1995)
- Nebula Awards 30 (1996)
- Nebula Awards 31 (1997)

Einzelanthologien
- Bio-Futures (1976)
- Afterlives (1986, mit Ian Watson)
  - Deutsch: Das unentdeckte Land. Bastei Lübbe (Bastei Lübbe Science Fiction Special #24112), 1988, ISBN 3-404-24112-6.
- Conqueror Fantastic (2004)